# دايسون

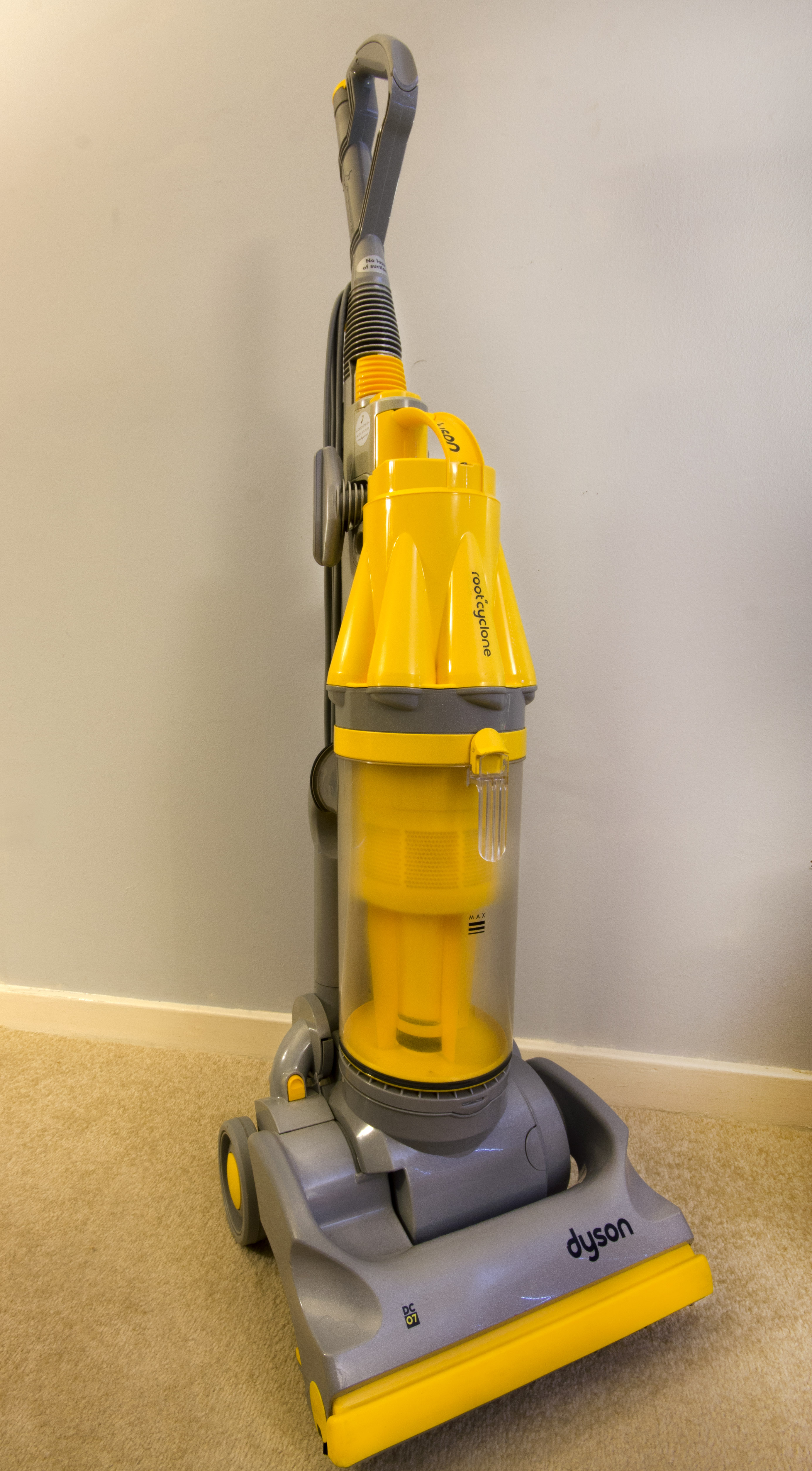
مكنسة دايسون طراز دي سي 07

مجموعة دايسون المحدودة، شركة بريطانية، متخصصة في تصنيع وتصميم الأجهزة المنزلية مثل مجففات الشعر، المكانس الكهربائية، أجهزة تنقية الهواء، مجففات الأيدي، السخانات، المراوح الخالية من الشفرات، أسست الشركة في عام 1991 بالمملكة المتحدة، من قبل جيمس دايسون. بلغ عدد موظفي الشركة في يناير عام 2018 أكثر من 12000 موظف حول العالم. في يناير عام 2019، أعلن جيمس دايسون أنه سينقل مقر الشركة الرئيسي إلى سنغافورة لتكثيف صناعة المركبات الكهربائية، باعتبار أن آسيا محور التجارة الرئيسي، وأفاد بأن الشركة غير راضية عن القيود البيروقراطية للاتحاد الأوروبي. في 10 أكتوبر عام 2019، أعلن دايسون عن إنهاء برنامج العمل في المركبات الكهربائية.

## التاريخ

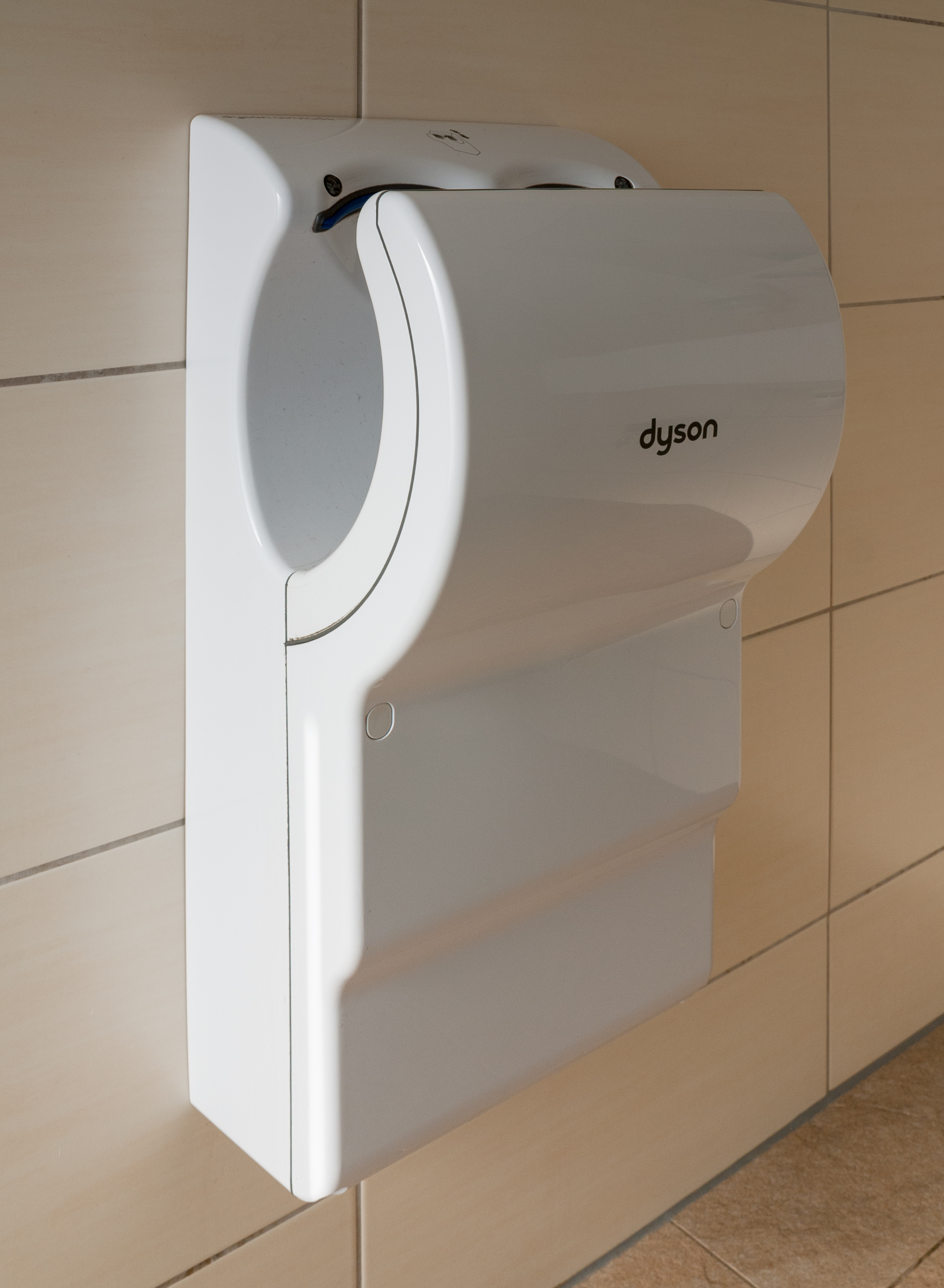
مجفف يد دايسون إم كيه 2

في عام 1974، اشترى جيمس دايسون مكنسة كهربائية من طراز هوفر جونيور، لكن المكنسة فقدت الشفط بعد فترة قصيرة من الاستخدام. قام دايسون بفتح المكنسة وافرغ الكيس الورقي الذي يوجد بداخلها ليتركز به الغبار والذي يستخدم لمرة واحد، في محاولة لتقوم المكنسة بإعادة الشفط، لكن هذا لم يكن له أي تأثير. عندما فتح دايسون الكيس ليقوم بفحصه وجد طبقة من الغبار داخل المكنسة أدت إلى انسداد شبكة المواد الدقيقة.
في أحد الأيام، لعب دايسون على عربة الكرة الخاصة به، وقام باستخدام نظام التفريغ لاحتواء طلاء الإيبوكسي المترابط الذي تم رشه على أذرع يد العربة كطلاء مسحوق، فوجد دايسون أن النظام لا يعمل.
علم دايسون أن أجهزة الفصل بالطرد المركزي هي طريقة نموذجية لجمع الأوساخ والغبار والحطام في البيئات الصناعية، لكن هذه الطرق لم تطبق على أجهزة صغيرة بسبب التكلفة العالية.
كان جميس دايسون على علم بأن مناشر الخشب تستخدم هذا النوع من المعدات، فقام بزيارة أحدهم ليلا وأخذ مقاسات معداتهم، ثم قام بعمل نموذج بطول 30 قدم لمصنع بالبارو.
قام دايسون بتصنيع النموذج في منزله، وأثناء البناء أدرك أن وظيفة الإعصار هي استخراج الغبار دون انسداد، وتساءل دايسون إذا كان بإمكانه تطبيق هذا النموذج على مكنسة صغيرة في منزلة، فقام ببناء نموذج من الورق المقوى وربطة بشريط لاصق في مكنسة هوفر الذي اشتراها، فوجد أنه يعمل بشكل ضعيف.
كان لدى دايسون شركته الخاصة به لكنها لم تكن مملوكة له بالكامل وطرد منها بسبب أن دايسون كان يريد عمل مكنسة يعتمد فيها على الفراغ الإعصاري، لكن شركة بالبارو اتفقت مع باقي شركاء دايسون بأن، إذا كان من الممكن وجود فراغ إعصاري أفضل فإن شركتي هوفر والكترولوكس قد اخترعاه، لكن دايسون لم يكن راضيا لذلك طرد من الشركة، واشترى باقي الشركاء حصته من الشركة.
منذ عام 1979 إلى عام 1984، ودايسون يعمل على 5127 تصميم أولي للنماذج ويحاول أن يطورها.
أول مكنسة كهربائية نموذجية صنعها دايسون لم تحقق نجاحا، فجاهد للعثور على رخصة للتصميم في المملكة المتحدة وأمريكا، لكن شركات التصنيع لم ترغب في ترخيص التصميم، ربما بسبب أن المستخدمين بحاجة لسوق الأكياس المفرغة من الهواء، وبالتالي فإن مكنسة دايسون كانت تشكل تهديدا لأرباح الشركات.
شركة روتورك هي الشركة الوحيدة التي أعربت عن اهتمامها بتقنية الفراغ الإعصاري.
صنعت مكنسة إعصار كلينيزي روتورك بواسطة زانوسي صانع الأجهزة الإيطالي وقام كلينيز ببيع المكنسة عن طريق كتالوج طلبات البريد، كانت هذه أول مكنسة كهربائية تباع للجمهور من تصميم دايسون.
في عام 1983، تم بيع حوالي 500 مكنسة.
في أبريل عام 1984، أرسل دايسون الآلات النموذجية والرسومات والمعلومات السرية إلي شركة امواى لتصنيع المنتجات الاستهلاكية الأمريكية كجزء من صفقة ترخيص لكن الصفقة فشلت.
في يناير عام 1985، أنتجت شركة امواى مكنسة CMS-1000، وهي مكنسة مشابهة جدا لتصميم دايسون، بعد أقل من شهر رفع دايسون دعوة قضائية ضد الشركة لانتهاك براءات الاختراع.
في عام 1985، أعلنت شركة أبيكس المحدودة اليابانية عن اهتمامها بترخيص تصميم دايسون.
في مارس عام 1986، تم إنتاج نسخة معدلة من مكنسة إعصار كلينيزي روتورك وسميت جي فورس، وبيعت في اليابان بمبلغ يعادل 2000 دولار أمريكي..
كان لدى جي فورس مرفق يمكنه تحويلها إلى طاولة لتوفير مساحة في الشقق اليابانية الصغيرة. في عام 1991، فازت جي فورس بجائزة معرض التصميم الدولي في اليابان، وأصبحت رمزا للمكانس الكهربائية هناك.
في عام 1991، أنشئت شركة دايسون للأجهزة المنزلية المحدودة، بمساعدة من الترخيص الياباني.
في يناير عام 1993، صنعت أول مكنسة كهربائية مزدوجة الاعصار تحت اسم دايسون أنتجتها شركة فيليبس الأمريكية في مقرها في ريكسهام بويلز وبيعت بحوالي 200 جنيه استرليني.
في مايو عام 1993، الغي دايسون الاتفاقية مع فيليبس لرغبتها في إعادة التفاوض على شروط العقد لتصنيع المكنسة.
وفي غضون شهرين، أنشأ دايسون سلسلة إمداد جديدة وافتتح منشأة إنتاج جديدة في تشيبنهام بويلتشير بإنجلترا، تم الانتهاء من أول مكنسة كهربائية تم تصنيعها في المنشأة الجديدة في 1 يوليو 1993. وسرعان ما تم استبدال مكنسة DA 001 بمكنسة مطابقة تقريبا تسمى DC01.
تعاقد دايسون مع شركة تقنيات فانتوم للتكنولوجيا في أمريكا منذ عام 1986 إلى عام 2001، بعد ذلك أصبحت دايسون في السوق.
بالرغم من عدم تقبل المستخدمين لحاوية غبار شفافة، إلا أن دايسون قرر صناعة الحاوية الشفافة على أي حال، بعد ذلك اتضح أن الحاوية الشفافة هي ميزة شائعة.
خلال عام ونصف أصبحت المكنسة الكهربائية DC01 هي الأكثر مبيعا في المملكة المتحدة.
مع بداية عام 2001، استحوذت مكنسة DC01 على 47% من سوق المكانس الكهربائية العمودية.
أنتجت شركة دايسون مكنسة DC02 وعددا من الإصدارات والنماذج المعدلة من نموذج DC02 مثل DC02 Absolute، DC02 De Stijl، DC04 Zorbster، DC04، DC05، DC06.
في 2 يناير عام 2001، تم تغيير اسم الشركة من أجهزة دايسون المحدودة إلي دايسون المحدودة، في شهر أبريل من نفس العام تم إطلاق نموذج DC07 من المكانس الكهربائية العمودية التي تحتوي على تقنية الفراغ الإعصاري، بالإضافة إلى سبعة اقماع من السيلكون بدلا من التصميم الأصلي ثنائي الإعصار.
في بداية عام 2009، بدأ دايسون في ابتكار تقنيات أخرى مثل مضاعف الهواء، مجفف الأيدي بتقنية الهواء، السخانات، مروحة بلا شفرات.
في أكتوبر عام 2019، أصدرت شركة دايسون مروحة كريبتوميك النقية القادرة على إزالة الفورمالديهايد من الهواء وهو الغاز القابل للاشتعال عديم اللون الذي يمكن أن يهيج الجلد والعينين والأنف والحلق.

### نقل الإنتاج إلى ماليزيا وسنغافورة
ظلت مكانس وغسالات دايسون تصنع في ويلتشير و مالميسبري حتى عام 2002، عندما قامت الشركة بنقل تصنيع المكنسة الكهربائية إلى ماليزيا.
كانت هذه خطوة لتوسيع مصنع دايسون وزيادة الإنتاج، لكن ظل الجدل مستمر وادعى النقابيون في ويلتشير أن هذه الخطوة ستؤثر سلبيا على الاقتصاد المحلي بسبب فقدان الوظائف.
في عام 2003، تم نقل إنتاج الغسالات أيضا إلى ماليزيا، تكاليف الإنتاج المنخفضة هي التي دفعت دايسون إلى نقل الإنتاج من المملكة المتحدة إلى ماليزيا، فقد كانت تكاليف الإنتاج أقل بنسبة 30% بالمقارنة مع تكاليف الإنتاج في الولايات المتحدة، أدى ذلك النقل إلى فقدان 65 عامل وظائفهم.
في عام 2004، تم افتتاح مصنع تصنيع غسالة ميبان دايسون في جوهور بماليزيا، بلغت تكلفة هذا المصنع حوالي 2.63 مليون دولار أمريكي، وهو مشروع مشترك بين دايسون ومجموعة ميبان الذي يقع مقرها في سنغافورة.
لدى مجموعة ميبان مرافق تصنيع في ماليزيا والصين وسنغافورة.
صرح دايسون أن وفرات تكلفة الإنتاج التي جاءت من نقل الإنتاج إلى ماليزيا ساعدت مكتب الشركة الرئيسي في مالميسبري في الاستثمار في البحث والتطوير.
في عام 2007، أقامت شركة دايسون شراكة مع شركة تصنيع الإلكترونيات الماليزية بيرهاد الصناعية لتوليها دورا مهما ورئيسيا في سلسلة دايسون، من مصادر المواد الخام والإنتاج والتوزيع. تعهدت شركة بيرهاد الصناعية بخطة إنتاج شاملة لتزويد أسواق دايسون بالمنتج النهائي وتوزيعه حول العالم.
لدي دايسون حوالي 7000 موظف، لكنها لم تذكر أماكن تواجد هؤلاء الموظفين، على الرغم من معرفة أن شركة بيرهاد الصناعية لديها الآن حوالي 4250 موظف في منشآتها الماليزية التي تقوم بتصنيع منتجات دايسون.
في عام 2007، تم الإبلاغ عن أن دايسون وحدها كانت مسؤولة عن 80% من عائدات بيرهاد الصناعية.
في عام 2013، أنشأت دايسون مصنع تصل قيمته إلى 360 مليون دولار في منطقة تواس بسنغافورة، يمكنه إنتاج 4 ملايين محرك رقمي سنويا.
في عام 2016، وضعت دايسون 100 مليون دولار لزيادة الإنتاج حتى يصل إلى 11 مليون محرك رقمي سنويا.

### التوسع في شيكاغو بأمريكا
في يناير عام 2017، أعلنت دايسون عن نقل مقرها الرئيسي إلى الولايات المتحدة وأن عملياتها ستنتقل إلى سوق فولتون في شيكاغو بداية عام 2017، وأضافت أن هذه الخطوة ستزيد على موظفي شركة دايسون 100 موظف جديد.

### توسع دايسون في هالافينجتون بالمملكة المتحدة
في 28 فبراير عام 2017، أعلنت دايسون عن برنامج توسع كبير في المملكة المتحدة، وافتتاح حرما جامعيا جديدا عالي التقنية في مطار هالافينجتون الجوي السابق لسلاح الجو الملكي البريطاني في هالافينجتون بويلتشير على بعد حوالي 5 أميال من جنوب موقعها في مالميسبيري.
واقترح أن الأبحاث في الحرم الجامعي ستتركز على تقنية صناعة البطاريات، بعد أن استحوذت دايسون على شركة ساكتي 3 الأمريكية، وصناعة الروبوتات.

### انتقال المقر الرئيسي إلى سنغافورة
في 22 يناير عام 2019، أعلنت شركة دايسون عن خطة لنقل المقر الرئيسي للشركة إلى سنغافورة، لتكون قريبة من الأسواق الأسرع نموا، لكن لم تتم هذه الخطوة إلا في عام 2021، بعد انتهاء دايسون من تجديد محطة سانت جيمس للطاقة، وهي محطة طاقة سابقة تعمل بالفحم تم بناؤها خلال استعمار سنغافورة قبل الحرب العالمية الثانية في عام 1927.

## المشاريع البحثية

### المكانس الكهربائية الروبوتية
في عام 2014، استثمر دايسون في مختبر الروبوتات المشترك مع إمبريال كوليدج لندن للتحقيق في أنظمة الرؤية وهندسة جيل من الروبوتات المنزلية.
في عام 2001، كانت الشركة على وشك إطلاق المكنسة الآلية DC06، لكن دايسون سحبتها من خط الإنتاج لأنها كانت ثقيلة وبطيئة للغاية.

### التعاون مع الجامعات
في نوفمبر عام 2011، مول دايسون الأساتذة في قسم الهندسة بجامعة كامبريدج، بالإضافة إلي تمويله لأبحاث الدكتوراه.
يعمل أستاذ ميكانيكا الموائع في شركة دايسون على التدريس والبحث في العلوم والهندسة الكامنة وراء حركة الهواء.
في مايو عام 2012، استثمر دايسون مئات الآلاف من الجنيهات الاسترلينية في فرع أبحاث دايسون بجامعة نيوكاسل، للتحقيق في الجيل التالي من محركات دايسون الرقمية.

### بطاريات الحالة الصلبة
في مارس عام 2015، استثمرت شركة دايسون في أول أعمالها الخارجية، ودفعت 15 مليون دولار مقابل حصة غير معلنة في شركة البطاريات الأمريكية ساكتي 3، التي تعمل على تطوير بطاريات الحالة الصلبة.

في أكتوبر عام 2015، استحوذت شركة دايسون على الحصة المتبقية من شركة ساكتي 3 مقابل 90 مليون دولار.
منذ عام 2010، وباحثون شركة دايسون يعملون على تكنولوجيا البطاريات.
في عام 2017، تخلت دايسون عن ترخيصها لبراءات الاختراع التي تحتفظ به جامعة ميشيغان، مما ألقى بظلال من الشك على تقنية صناعات شركة ساكتي 3.

### سيارة كهربائية
في سبتمبر 2017، أعلن جيمس دايسون عبر البريد الإلكتروني للموظفين أن الشركة لديها 400 شخص يعملون سرا على سيارة كهربائية تعمل بالبطارية منذ عامين، وكانت الشركة تأمل في إصدارها بحلول عام 2021.
في فبراير عام 2018، ظهرت معلومة حول أن الشركة تقوم بتطوير ثلاث سيارات كهربائية كجزء من مشروع يقدر ب 3 مليارات دولار.
في أكتوبر عام 2019، أعلنت شركة دايسون عن أن المهندسين الذين يعملون بها قاموا بتطوير سيارة كهربائية رائعة، لكن لم يتم إكمال المشروع بسبب انها لم تكن مجدية تجاريا، وقلة المشترين المحتملين.
كان يعمل في المشروع أكثر من 500 موظف، معظمهم من المملكة المتحدة.
كتب دايسون إلى الفريق الذي كان يعمل على مشروع السيارة الكهربائية أن هذا ليس فشلا في المنتج أو فشلا للفريق، لكن سيكون من الصعب شرح هذه الأخبار وفهمها.

### التنفس الصناعي
في مارس 2020 ، في ضوء جائحة كورونا، أعلنت دايسون أنها ستدعم مستشفيات المملكة المتحدة من خلال تصنيع أجهزة التنفس الصناعي.
في 25 مارس، أعلن دايسون أن الحكومة البريطانية طلبت 10000 جهاز تنفس صناعي من شركة دايسون، وفقا لاجتياز تصميمها لاختبارات طبية صارمة، حيث أنتج المهندسون جهازا يسمى كوفنت، ولكن في 24 أبريل قالت الشركة إن جهاز التنفس الصناعي لم يعد مطلوبا.

## جائزة ومؤسسة جيمس دايسون
جائزة جيمس دايسون هي جائزة دولية تقدم على لتصميم الطلاب تقام في 18 دولة. تدار من قبل مؤسسة جيمس دايسون، عن طريق صندوق جيمس دايسون الخيري، ويتم تقديمه بشكل مشترك للطلاب وجامعتهم.
استخدمت مربعات الأفكار التعليمية من دايسون في حوالي 727 مدرسة في بريطانيا العظمى وأيرلندا الشمالية، والتي تم إرسالها إلى المعلمين والتلاميذ، من أجل معرفة المزيد عن عملية التصميم. تقدم مؤسسة جيمس دايسون أيضا منحا دراسية للمهندسين الطموحين.

## معهد دايسون للهندسة والتكنولوجيا
في نوفمبر عام 2016، أعلن جيمس دايسون عن خطة لفتح كلية للتعليم العالي لمعالجة فجوة المهارات الهندسية في المملكة المتحدة.
في سبتمبر عام 2017، استقبلت الكلية الدفعة الأولى من الطلاب الجامعيين، بالشراكة مع جامعة وارويك لتقديم شهادات بكالوريوس في الهندسة، مع توظيفهم كمهندسين لمدة ثلاثة أيام من كل الأسبوع. اما الدفعة الثانية من الطلاب الملتحقين في سبتمبر 2018، بلغت نسبة التحاق الإناث في المواد الهندسية 40%، مقارنة مع المعدل الوطني البالغ 15%.

## الدعاوى والخلافات

### دعاوى انتهاك براءات الاختراع

#### امواى وهوفر
في أبريل عام 1984، أرسل دايسون نماذج أولية لآلات والرسومات والمعلومات السرية لمكنسة إعصار دايسون المزدوج، إلى شركة امواي كجزء من عقد تم الاتفاق عليه.
في يناير 1985، أنتجت شركة امواي مكنسة CMS-1000، وهي مكنسة تشبه إلى حد كبير تصميم دايسون الأولي لـ مكنسة إعصار دايسون المزدوج.. بعد أقل من شهر، رفع دايسون دعوى قضائية ضد الشركة، لانتهاكها حقوق الطبع والنشر.

في عام 1991، قام دايسون وامواي بتسوية الدعوى، في نفس العام تم العثور انتهاك براءات الاختراع من قبل شركة هوفر الأمريكية.

#### كوالتيكس
في عام 2006، رفعت شركة دايسون دعوى قضائية ضد شركة كوالتيكس المصنعة لأجزاء المكانس الكهربائية، بسبب سعيها إلى منع بيع قطع الغيار التي كانت تصنعها شركة دايسون، وانتهاكها لحقوق الطبع والنشر والتصميم الغير مسجلة، ولإنشاء وبيع أجزاء المكنسة الكهربائية التي تشبه مكنسة دايسون الأصلية.
كان غرض كوالتيكس المعني في صنع أجزاء المكنسة التي تشبه إلى حد كبير أجزاء مكنسة دايسون، لأنها كانت معروفة في الاستخدام العادي للمكانس الكهربائية.
بعد كسب دايسون للدعوة الذي رفعها ضد كل من شركة كوالتيكس والشركة المصنعة الصينية التي أنتجت أجزاء معينة من كوالتيكس ونسخت التصميم المرئي لبعض قطع غيار دايسون، قام دايسون بالتبرع بمبلغ 100,000 جنيه إسترليني للكلية الملكية للفنون لمساعدة المصممين الشباب على حماية تصاميمهم.

#### فاكس
في عام 2010، رفعت دايسون دعوة قضائية ضد شركة تكترونيك الصينية، مدعية أن تصمصم مكنسة ماخ زين الكهربائية يعد انهاكا لتصميم مكنسة دايسون دي سي 02، التي يرجع تاريخها إلى عام 1994، كما ادعت أن شركة تكترونيك نسخت تصميم دايسون الايقوني. لكن المحكمة رفضت ادعاءات دايسون. لان الشكل العام لم يكن متشابها، فمكنسة دايسون كانت ملساء ومنحنية وأنيقة، بينما مكنسة فاكس كانت متينة وزاوية وصناعية.

#### سامسونج
في أغسطس عام 2013، رفعت دايسون دعوى قضائية ضد شركة سامسونج للإلكترونيات، ادعت فيها أن سامسونج قامت بانتهاك تقنية التوجيه الخاصة بها. كما ادعت أن منتج سامسونج، انتهك تصميم آلية التوجيه لمنظفات الأسطوانات، والتي حصلت على براءة اختراع في عام 2009.  ولكن بعد ثلاثة أشهر من رفع الدعوى، أسقطت دايسون طواعية الدعوى لأسباب غير معروفة. رفعت شركة سامسونج دعوى مضادة بمبلغ 6 ملايين جنيه إسترليني للحصول على تعويض عن الأضرار بصورة شركة سامسونج.

#### مجفف أكسل
في 5 ديسمبر عام 2012، تم رفع دعوى قضائية من قبل الشركة المصنعة لمجفف الأيدي اكسل ضد دايسون، بدعوى أن إعلان دايسون الذي يقارن مجفف الأيدي إكسل بـمجفف الأيدي إكليراتور كان خادعا. كما ذكرت إعلانات دايسون أن مجفف إكسل ينتج ضعف كمية ثاني أكسيد الكربون، وكان أسوأ بالنسبة للبيئة، وتكلفة تشغيله أعلى من إكليراتور.

### انتقادات الطلاب الأجانب
في مارس عام 2011، ذكر جيمس دايسون في مقابلة له مع صحيفة الصنداي تايمز أن المواطنين الصينين أثناء دراستهم الهندسة في الجامعات البريطانية يقوموا بالتجسس على الأقسام التي يعملون فيها، مما يمكنهم من إعادة التكنولوجيا إلى الصين بعد الانتهاء من دراستهم، كما ذكر أن بريطانيا فخورة جدا بعدد الطلاب الذين يدرسون بجامعاتنا، لكن في الواقع ما نقوم به هو تعليم منافسينا ولقد رأيت أمثلة مخيفة، حتى أنهم يضعون أجهزة للتجسس في أجهزة الكمبيوتر بحيث يستمر نقل المعلومات لهم بعد عودتهم إلى منازلهم.
قال ديفيد ويليتس، الوزير الحكومي المسؤول عن الجامعات البريطانية، إنه سيحقق بدقة في البيان الذي قدمه جيمس دايسون. كما انتقد السلطات الصينية لفشلها في التصرف بشأن انتهاكات براءات الاختراع.

### الضغط على قضايا حق التأليف والنشر مع الصين
في ديسمبر عام 2011، ذكرت صحيفة الإندبندنت أن المدير التنفيذي لشركة بيل بوتينجر و تيم كولينز، تم تصويره من قبل مكتب الصحافة الاستقصائية وهو يقول أن ديفيد كاميرون أثار قضية حقوق النشر مع رئيس الوزراء الصيني وين جياباو نيابة عن شركة دايسون المحدودة لأننا طلبنا منه ذلك.

### دعوى دايسون بالتجسس الصناعي على تكنولوجيا المحركات
في عام 2012، اتهمت دايسون يونغ بانغ مهندس متخصص في المحركات الكهربائية كان يعمل بها، بسرقة تكنولوجيا المحركات الرقمية للشركة، والتي كانت جزءا من مشاريع تطوير المنتجات المستقبلية. كانت المحركات قيد التطوير على مدى 15 عاما.
كانت شركة دايسون ستقوم بتطوير رقاقة إلكترونية لتقنية الدفع الرقمي لجعلها تدور بسرعة 104000 دورة في الدقيقة لتقوم المكنسة بسحب كميات كبيرة من الهواء من خلال استخدامها، ولم يتم ترخيصها لأي شركة أخرى. ويدعى أن يونغ بانغ وزوجته يالي لي أسسا شركة إيس لتصميم الآلات الكهربائية بمبلغ قيمته 11650 جنيه استرليني أخذت من بوش لانه كان يقوم بسرقة المحركات الرقمية لصالح بوش. ادعى دايسون أن الأسرار التجارية تم تمريرها إلى شركة بوش الصينية لصناعة السيارات.

### ادعاءات متطلبات الطاقة لشركتي سيمنز وبوش
في عام 2015، اتهمت دايسون كل من شركتي سيمنز وبوش كانت تستخدم مستشعرا في المكانس الكهربئية الخاصة بهم يقوم بإرسال إشارات إلى محركتها لزيادة قوتها بينما تمتص الآلة بقايا الغبار، تكون أكثر كفاءة خلال اختبارات الكفاءة التي يقوم بها الاتحاد الأوروبي، نظرا لإجراء الاختبارات في مختبرات خالية من الغبار، قال دايسون أن هذا أعطى قراءة غير عادلة، لأن الاختبار يقوم في بيئة غير البيئة الحقيقية التي تستخدم فيها المكنسة.
أضاف دايسون إن كلا من العلامتين التجاريتين استفادت من الثغرات الموجودة في لوائح الاتحاد الأوروبي ليتم منحهما تصنيف استهلاك الطاقة AAAA، لكن الاستخدام المحلي الفعلي أظهر أنهما كانا يعملان بشكل مشابه لتصنيف E أو F. أصدر دايسون إجراءات ضد بوش في هولندا وفرنسا وضد شركة سيمنز في ألمانيا وبلجيكا.
أوضحت شركة بوش للأجهزة المنزلية، التي تصنع تحت علامتي بوش وسيمنز التجارية، أن العديد من أجهزتها تحتوي على تقنية استشعار ذكية لتجنب فقدان الشفط، والتي تتحكم في محرك المكنسة الكهربائية تلقائيا. بعد أسابيع من الإجراءات القضائية، خسر دايسون الدعوة ضد بوش وقررت المحاكم في هولندا أن اتهامات دايسون لا أساس لها من الصحة.

### دعوى دايسون ضد المفوضية الأوروبية
حتى عام 2017، كان الاتحاد الأوروبي يختبر المكانس الكهربائية في أماكن فارغة من الأتربة، لا تشبه الاستخدام العادي للمكنسة، بعد ذلك رفعت شركة دايسون دعوى قضائية ضد المفوضية الأوروبية، مما أدى إلى حكم يتطلب إجراء الاختبار في ظل ظروف الاستخدام العادية.

## وصلات خارجية
- الموقع الرسمي
- جولة داخل حلم سيارة دايسون الكهربائية.